# 解党派
解党派（かいとうは）とは、左翼政党（特に共産党・共産主義政党）において、党の解散を主張する人々のグループあるいは分派のことであり、「解党主義者」とも称される。
概ね自称ではなく、対立する人々（すなわち党組織・活動の維持を主張する人々）から与えられた他称である場合が多い。

## 歴史上の「解党派」

### メンシェヴィキの解党派（清算派）
歴史上最初に「解党派」と呼ばれた人々は、第一次ロシア革命後、ロシア社会民主労働党のメンシェヴィキ内に現れた分派である。彼らは非合法の地下活動を清算して合法的な大衆組織での活動にエネルギーを集中することを主張し、メンシェヴィキ（および社会民主労働党）のなかでも最右派と目された（彼らの対極にあったのがボルシェヴィキ内の最左派とされた「召還派」であり、合法運動・大衆運動からの一時撤退を主張した）。1912年、レーニン派によって党から追放された。

### 日本共産党の解党派
日本で最初に「解党派」と呼ばれたのは、日本共産党幹部であった水野成夫を中心に1930年に結成された「日本共産党労働者派」である。彼らはコミンテルンとの関係を絶ち、「君主制廃止」のスローガンを取り下げて「日本の国情」に適合した共産主義運動を進めることを主張したが、ほとんど支持を得ることができずほどなくして消滅した。

## 現在の用法
現在のところ、「解党派」という名辞は、「反革命」・「日和見主義」などと同様、左翼運動内部で、あるグループが、対立するグループ・人物の批判・排除を目的として投げかける罵倒語となっているのが普通である（したがって「解党派」と呼ばれる人々が実際に「解党」を主張しているのかどうかはまた別の問題である）。一般には大衆運動・合法的運動を重視する姿勢を批判するために用いられる傾向が強いようである。